# Astroceras coniunctum
Astroceras coniunctum är en ormstjärneart som beskrevs av Murakami 1944. Astroceras coniunctum ingår i släktet Astroceras och familjen Euryalidae. Inga underarter finns listade i Catalogue of Life.